# جون بولوس
جون بولوس (7 يونيو 1921 في هايتي - 16 يناير 2002 في الولايات المتحدة) هو لاعب كرة قدم أمريكي وهايتي في مركز الهجوم. لعب مع نيويورك هكوة ‏ وBrooklyn Hispano ‏.